# VM웨어 v스피어

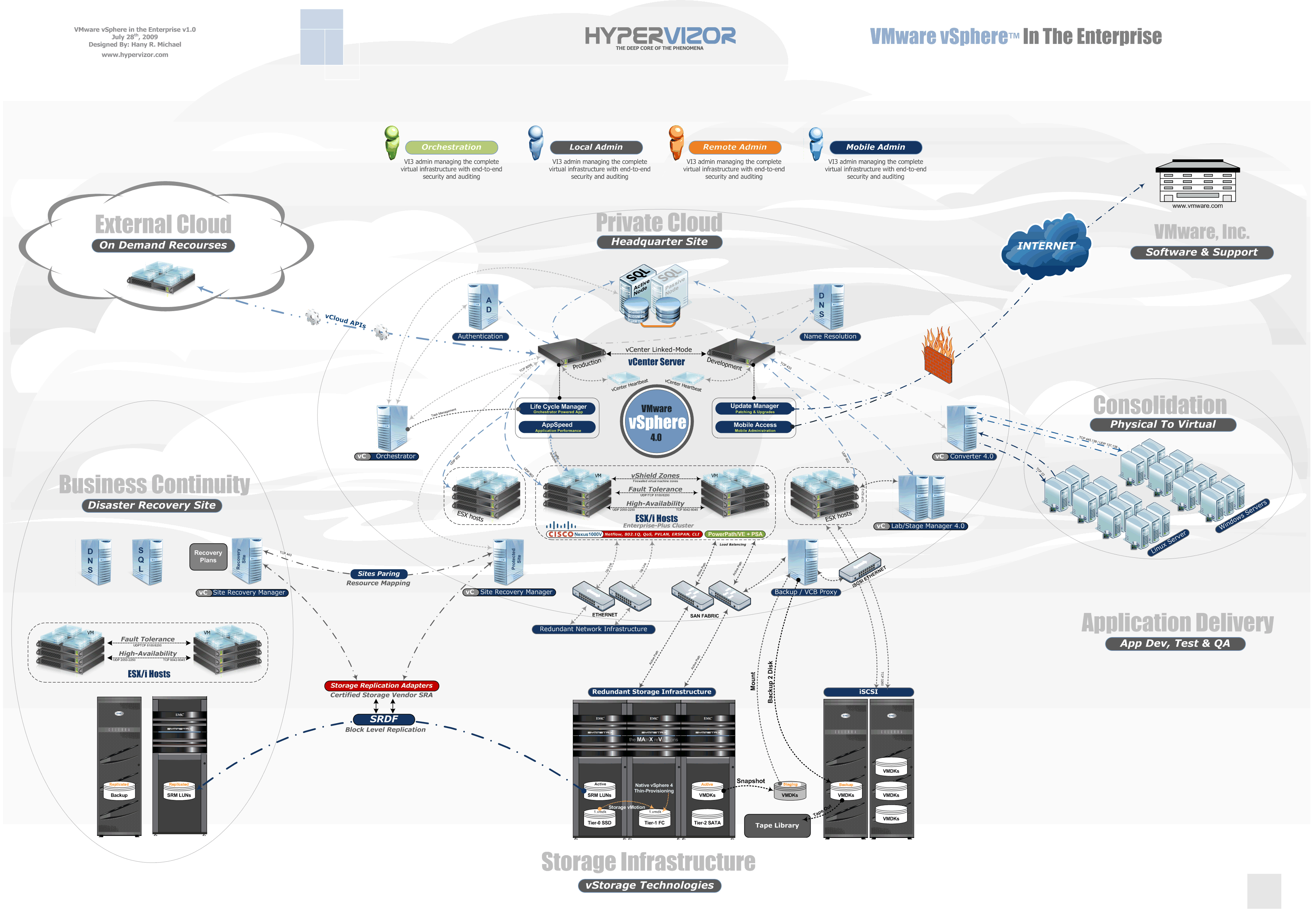
VMware vSphere: 전체적인 뷰

VM웨어 v스피어(영어: VMware vSphere)는 VM웨어의 제품군 중 DataCenter 에 포함되는 것으로, 내부 클라우드(private)에서 주로 사내와 데이터센터 클라우드를 표준화하여 외부 클라우드(public)와 연결, 통합하는 클라우드 OS이다. v스피어는 인프라 서비스(Infrastructure services)와 애플리케이션의 애플리케이션 서비스 제공자(Application services)로 구성된다.

## 같이 보기
- VM웨어